# Мінівен

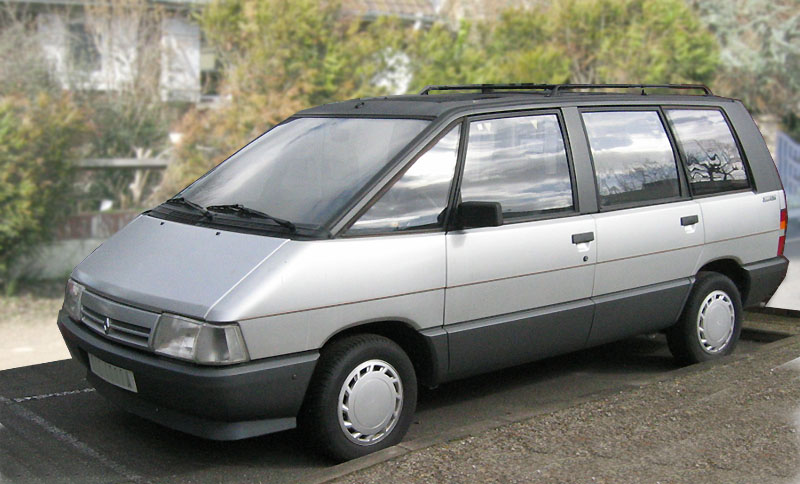
Renault Espace 1984

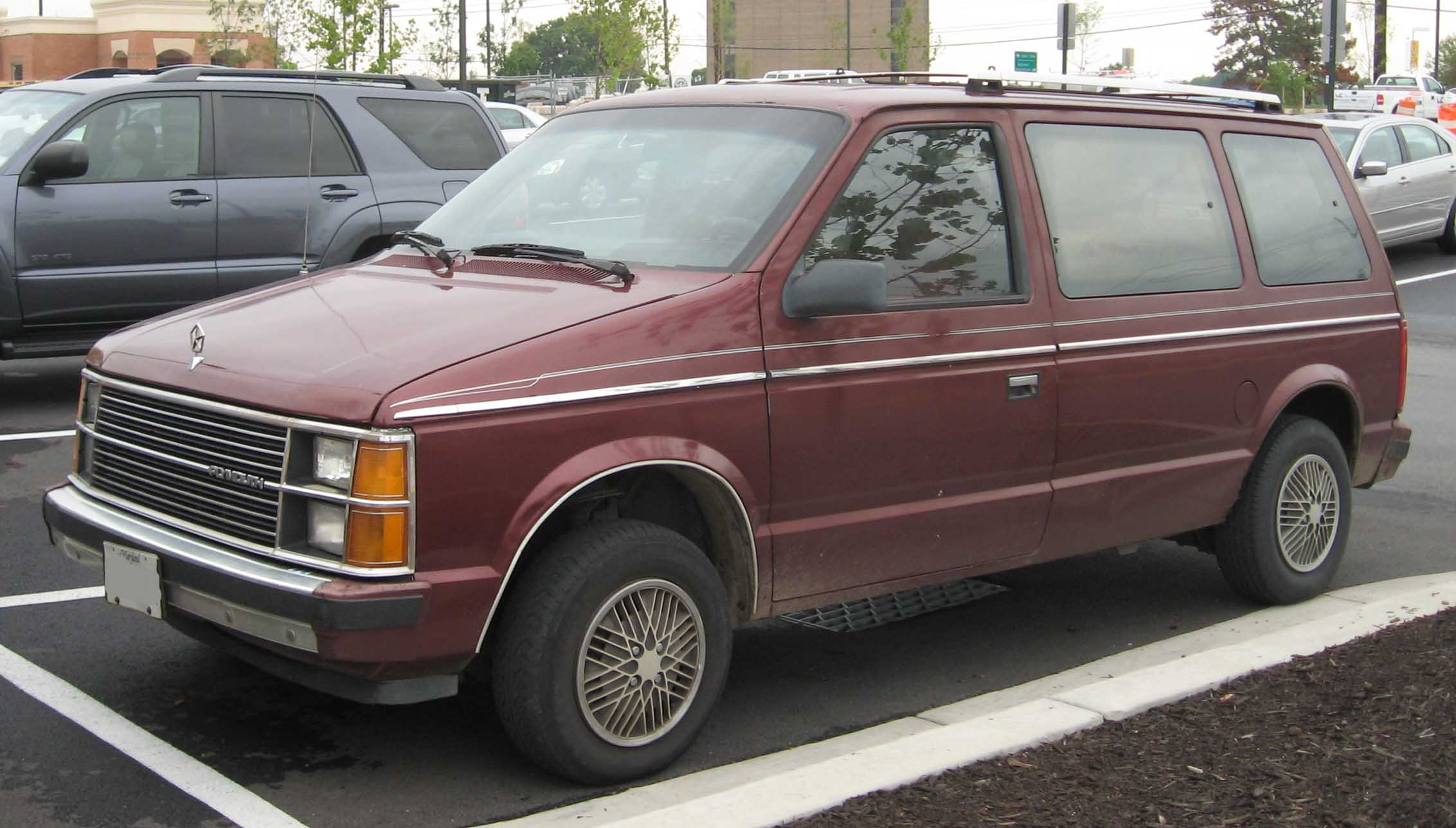
Plymouth Voyager 1984

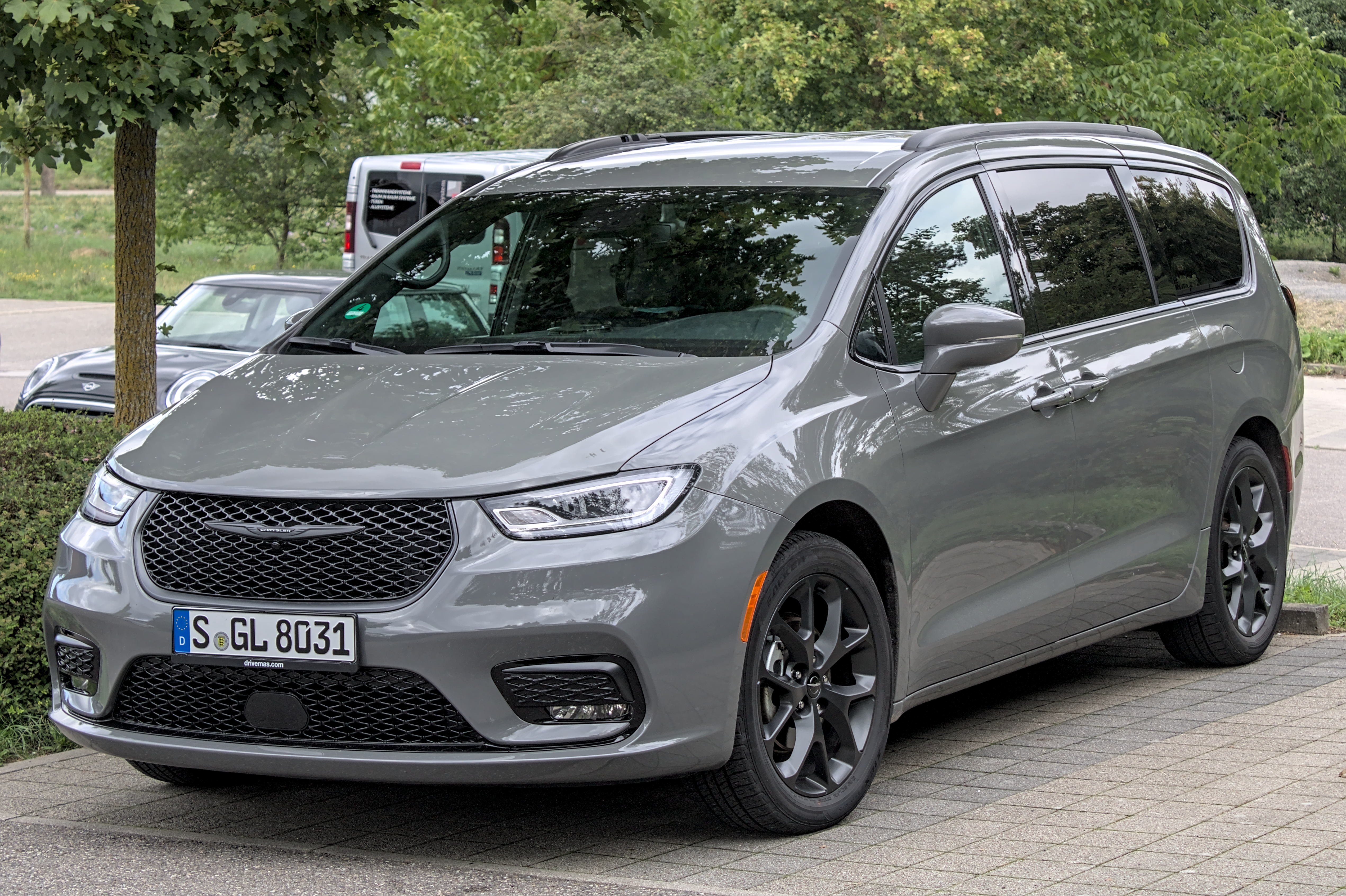
Chrysler Pacifica (2017)

Мініве́н (англ. minivan — «невеликий фургон») — легковик з однооб'ємним кузовом безкапотного (рідше вагонного) або півтораоб'ємного компонування, зазвичай з трьома рядами сидінь. Кузов мінівену завжди вищий, ніж у звичайних вантажопасажирських кузовів легковиків типу універсал і хетчбек, оскільки основна споживча властивість мінівену якраз і полягає у максимальному збільшенні внутрішнього об'єму салону, а також у можливості трансформації салону за рахунок складних легкоз'ємних (іноді поворотних) пасажирських сидінь. Доступ до третього ряду сидінь здійснюється через задні пасажирські рухомі або розпашні двері. Ранні моделі мінівенів часто обмежувалися єдиними задніми пасажирськими дверима, відповідно, з правого борту для правостороннього руху або з лівого для лівостороннього  -  і вище, ніж седан, хетчбек, SUV і універсал.
До класу мінівенів відносяться автомобілі з кількістю пасажирських місць не більше 8 (з водієм 9 місць). Автомобілі з більшою кількістю пасажирських місць відносяться до мікроавтобусів. За останні 20 років мінівен міцно зайняв споживчу нішу між звичайними автомобілями з вантажопасажирськими кузовами (відносяться до сегменту В) і мікроавтобусами (відносяться до сегменту D, клас M1).

## Підтипи мінівена
Існує декілька типів кузова, які можна розглядати, як підтипи мінівену:

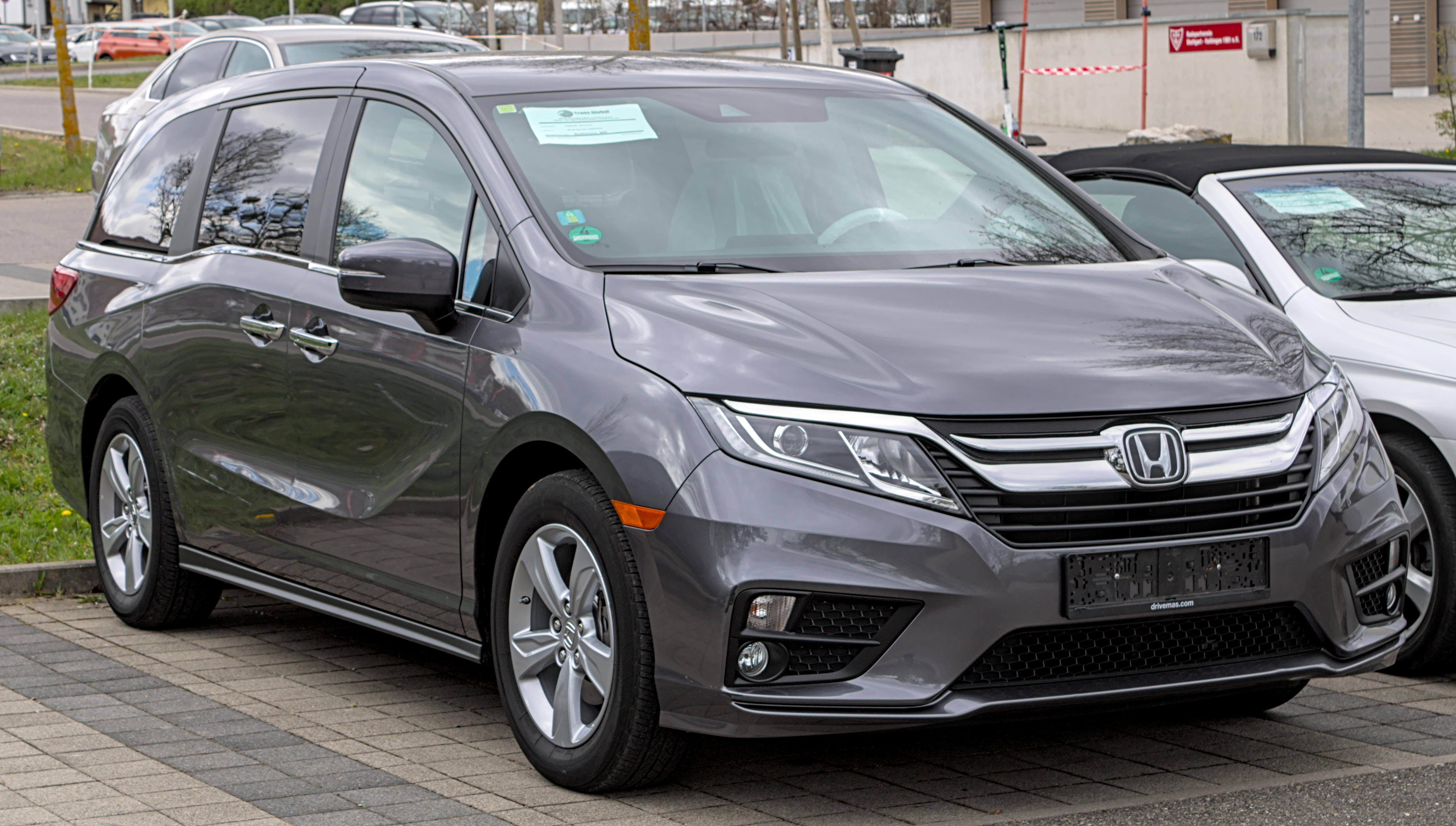
Honda Odyssey (США, 2017)

- Компактвен
- Мікровен
- Honda Odyssey (США, 2017)Мультивен

### LAV

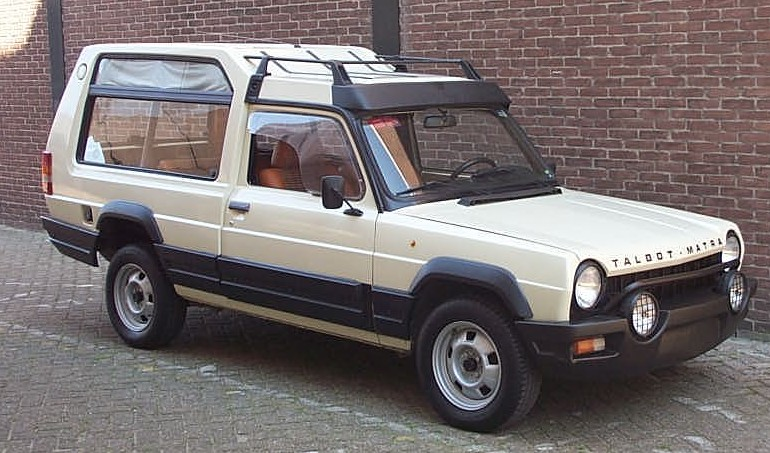
Matra Rancho, один з перших LAV

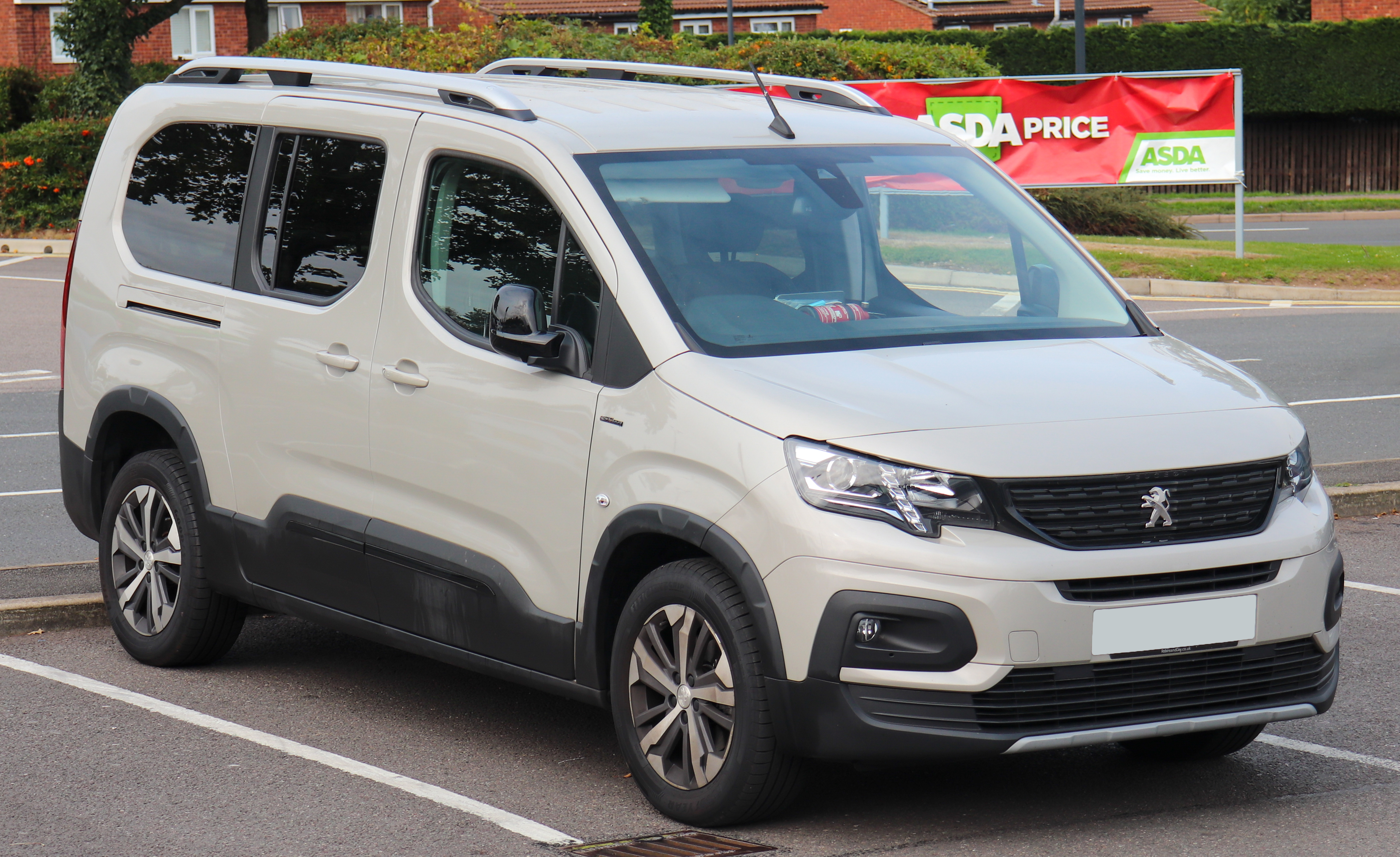
Peugeot Rifter — LAV що базується на комерційному фургоні Peugeot Partner

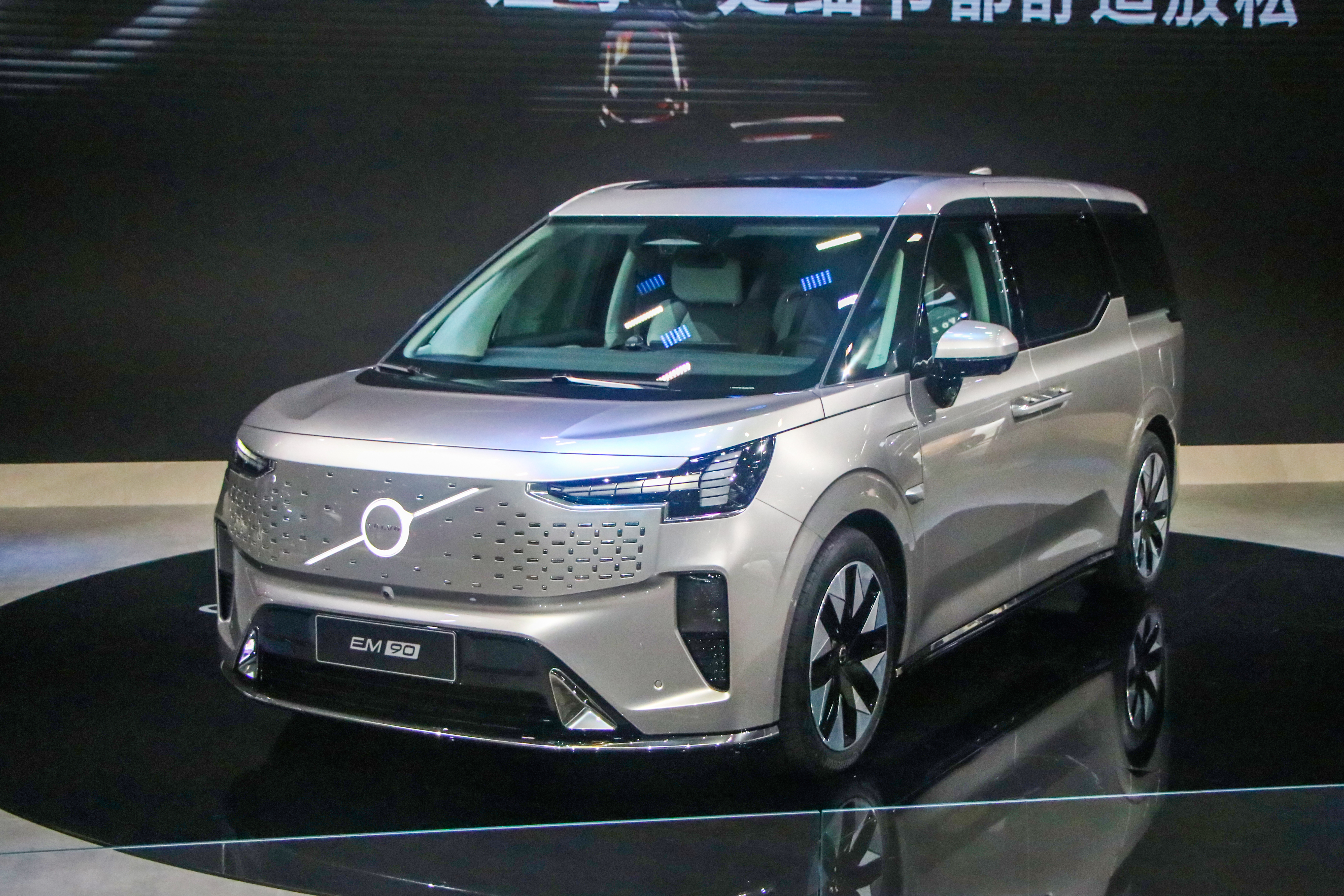
Volvo EM90 — перший мінівен компанії Volvo (2023)

Leisure activity vehicle (скорочено LAV) — транспортний засіб для дозвілля — також відомий як MPV на основі фургонів та Ludospace французькою, є орієнтованою на пасажирів версією невеликих комерційних фургонів, які в основному продаються в Європі. Одним з перших LAV був Matra-Simca Rancho 1977 року (один з перших кросоверів і попередник Renault Espace), і європейські виробники розширили сегмент наприкінці 1990-х років, після появи Citroën Berlingo та Renault Kangoo.